# Ісбакієв Магомед Магомедович
Магомед Магомедович Ісбакієв (рос. Магомед Магомедович Исбакиев; Якутія — 15 жовтня 2022, Херсонський район, Україна) — російський офіцер, старший лейтенант ПДВ РФ. Герой Російської Федерації.

## Біографія
Син полковника і вчительки молодших класів. По батькові — аварець, по матері — лакець. З 6 років мешкав у Москві, де закінчив середню школу. Закінчив Новосибірський військовий інститут, після чого служив в розвідці ПДВ. Двічі перебував у відрядженнях в Сирії. Учасник вторгнення в Україну, командир групи. Загинув у бою біля Херсона. Похований на військовому меморіальному цвинтарі в Митищах.

## Сім'я
Був одружений, мав дочку.

## Нагороди
Отримав численні нагороди, серед яких
- Похвальні грамоти та медалі
- Медаль Жукова
- Медаль «За відвагу»
- Орден Мужності
- Звання «Герой Російської Федерації» (2024, посмертно)[3][4]